# Route nationale 385
Pour les articles homonymes, voir Route nationale 385 (homonymie).
La route nationale 385 ou RN 385 était une route nationale française ayant connu deux itinéraires différents. Elle relie depuis 1978 Vélizy-Villacoublay à Antony, entre les deux sections de l'autoroute A86.
Avant 1972, la RN 385 reliait Pontfaverger-Moronvilliers à la frontière belge. Elle a été déclassée en RD 985.

## Histoire
Les deux tracés de la route nationale 385 sont géographiquement différents.

### Le premier tracé dans la Marne et les Ardennes
La route nationale 385 a été créée dans les années 1930.
En 1933, la route nationale 385 est définie « de Pont-Faverger à Rocroi et en Belgique ».
La route nationale 385 a été déclassée par deux arrêtés ministériels datés du 15 septembre 1972 :
- la partie située dans la Marne, d'une longueur de 3,956 km, a été entièrement déclassée avec effet au 1er octobre 1972[2] ;
- la partie située dans les Ardennes, d'une longueur de 64,403 km, a été entièrement déclassée avec effet au 1er octobre 1972[3].

Elle deviendra la RD 985 dans les départements de la Marne et des Ardennes.

### Un nouveau tracé en Île-de-France
En 1978, la route de Vélizy-Villacoublay à Antony, mise en service en 1975 est numérotée RN 385.

## Ancien tracé de Pontfaverger-Moronvilliers à la Belgique (D 985)
- Pontfaverger-Moronvilliers (km 0)
- La Neuville-en-Tourne-à-Fuy (km 7)
- Juniville (km 12)
- Perthes (km 19)
- Sault-lès-Rethel (km 25)
- Rethel (km 27)
- Novion-Porcien (km 38)
- Signy-l'Abbaye (km 50)
- Lépron-les-Vallées (km 58)
- Vaux-Villaine, où elle rencontrait la RN 378 (km 61)
- Rouvroy-sur-Audry (km 64)
- Tremblois-lès-Rocroi, où elle rencontrait la RN 51 (km 72)
- Rocroi (km 81)
- Gué-d'Hossus (km 85)
- Belgique (km 86)